# Manuel Pereira da Silva
Manuel Pereira da Silva (Porto, Portugal, 7 décembre 1920 - 2003) est un sculpteur portugais.
Manuel Pereira da Silva a une orientation formelle abstraite inspirée de la figure humaine. En 2000, la Mairie de Vila Nova de Gaia lui a été attribué la Médaille du Mérite culturel.

## Éducation
En 1939, il entre à l'École des Beaux-Arts à Porto (Université de Porto). En 1943, il a fini son cursus avec la classification finale de 18 valeurs. Pendant son cursus, il a été distingué par deux récompenses, "António Teixeira Lopes" et "Soares dos Reis".
En 1946 et 1947, il étudie à Paris, à l'École des beaux-arts.
Professeur de lycée entre 1949 et 1991.

## Travaux choisis
- Participe à la troisième exposition de l'indépendante, dans le Colisée de Porto (1944)
- Bas-relief dans la pierre dans le théâtre de Rivoli et dans le Colisée, à Porto (1945)
- Exposition de la vie et de l'art Portuguese en Lourenço Marques, Moçambique (1946)
- Exposition d'art moderne dans la ville de Caldas da Rainha (1954)
- Sculpture dans le bronze du Général Ulysses S. Grant, 18e Président des États-Unis d'Amérique entre 1868 et 1876. Ce monument a été commandé par le Gouvernement portugais au Pereira da Silva pour la capitale de la Guinée-Bissau. (1955)
- Peintures dans l'Église de Saint Luzia, dans la ville de Viana do Castelo (1956)
- Peintures de la "Blanc de Neige" dans la rue de Saint Catarina, à Porto (1957)
- La sculpture dans le bronze dans la Place du Marquis de Pombal, à Porto (1958)
- Expositions d'art moderne dans la ville de Viana do Castelo (1959)
- Bas-relief dans la céramique dans la capitale de l'Angola (1960)
- Bas-relief dans la pierre de D. Pedro Pitões exorbité le Cruzades dans le tribunal, à Porto (1961)
- Deuxième exposition des arts en plastique de la Fondation Calouste Gulbenkian, dans la ville de Lisbonne (1962)
- Exposition rétrospective dans l'hommage à Pereira da Silva par l'association d'artistes de Vila Nova de Gaia (1987)